# XLR11
XLR11はリアクション・モーターズ社によって1944年に開発が始まったロケットエンジン。
4基の燃焼室を持ち、推力1500lbf（重量ポンド、6.7 kN, 680 kgf）を発生する。エンジンの出力は加減できないが、4基の燃焼室のいくつかの燃焼を止める事によって加減する。
燃料には75％エタノール、酸化剤には液体酸素を使用する。
初期型は加圧供給式だったが、XLR11-RM-5は過酸化水素を利用したガスジェネレータ式ターボポンプで加圧する。
XLR11はX-1やドライデン飛行研究センターのリフティングボディや他の実験機にも使用された。
初期のX-15でも2基のXLR11が使用されている。各燃焼室の推力が2000lbf (8.9 kN,910 kgf) に増強され、全体では1万6000lbf (71 kN,7300 kgf) に達した。